# Porina bellendenica
Porina bellendenica är en lavart som beskrevs av Müll. Arg. Porina bellendenica ingår i släktet Porina och familjen Porinaceae.   Inga underarter finns listade i Catalogue of Life.